# کتی رزیه
کتی رزیه (فرانسوی: Cathy Rosier‎; ۲ ژانویهٔ ۱۹۴۵ – ۱۷ مهٔ ۲۰۰۴) هنرپیشه و مدل اهل فرانسه بود.
از فیلم‌ها یا برنامه‌های تلویزیونی که وی در آن نقش داشته‌است می‌توان به سامورایی اشاره کرد.